# Romāns Vainšteins
Romāns Vainšteins, né le 3 mars 1973 à Talsi, est un ancien coureur cycliste professionnel letton. Passé professionnel en 1998, il a été champion du monde sur route en 2000 à Plouay (France) en devançant au sprint Zbigniew Spruch et Oscar Freire.  
En 2001, il a terminé troisième de Milan-San Remo et de Paris-Roubaix. À 31 ans, il met fin prématurément à sa carrière, son contrat avec l'équipe Lampre n'ayant pas été renouvelé. Il est le premier coureur letton champion du monde sur route.

## Biographie
En début d'année 2000, il participe notamment à Tirreno-Adriatico. Il y remporte la 8e et dernière étape au sprint, devançant à cette occasion l'Italien Mario Cipollini (Saeco-Valli & Valli) et le Danois Lars Michaelsen (La Française des jeux). Il est ensuite au départ du premier monument de la saison, Milan-San Remo. Lors du sprint final, il termine 9e, dans le même temps que le vainqueur, l'Allemand Erik Zabel (Deutsche Telekom). Il signe alors son premier top 10 sur une grande classique du calendrier. Deux semaines plus tard, après avoir terminé deuxième des Trois Jours de La Panne (et dans le top 3 de toutes les étapes) à seulement trois secondes du Russe Viatcheslav Ekimov (US Postal Service), il est le leader de son équipes sur la classique Belge du Tour des Flandres. Il termine troisième de l'épreuve, à seulement quatre secondes du vainqueur Andreï Tchmil (Lotto-Adecco) et seulement battu par l'Italien Dario Pieri (Saeco-Valli & Valli) pour le sprint du peloton des favoris.

## Palmarès

### Palmarès amateur
- 1995
  - Circuit franco-belge
  - Saaremaa Velotour
  - Gand-Wervik
  -  Médaillé d'argent du championnat d'Europe sur route espoirs
- 1996
  - Paris-Évreux
  - Grand Prix de Beuvry-la-Forêt
  - Prix de Coucy-le-Château
  - 2e du Grand Prix François-Faber
  - 2e du Tour de l'Aéroport de Cologne-Bonn
  - 3e du Mémorial Philippe Van Coningsloo
- 1997
  -  Champion du monde militaires du contre-la-montre
  - Coppa Pinot La Versa
  - Trofeo Vinavil
  - 2e du Trophée de la ville de Castelfidardo
  - 2e de Firenze-San Patrignano
  - 2e du Trophée international Bastianelli
  - 3e du Gran Premio della Liberazione
  - 3e du Trofeo Sportivi di Briga

### Palmarès professionnel
| - 1998 - Grand Prix de l'industrie et de l'artisanat de Larciano - Grand Prix Jornal de Noticias : - Classement général - 3e étape - GP Aarhus - 1re étape de la Course de la Solidarité olympique - 2e de la Course de la Solidarité olympique - 2e du Giro del Mendrisiotto - 3e du championnat de Lettonie sur route - 1999 - Champion de Lettonie sur route - Grand Prix de Chiasso - 1re et 6e étapes de Tirreno-Adriatico - Memorial Cecchi Gori : - Classement général - 1re étape - Grand Prix du canton d'Argovie - 6e étape du Tour d'Italie - 14e étape du Tour du Portugal - Paris-Bruxelles - 3e étape du Tour de la province de Lucques (avec Jaan Kirsipuu) - 2e du Tour du lac Majeur - 3e de la HEW Cyclassics - 3e de la Coppa Bernocchi - 2000 - Champion du monde sur route - 8e étape de Tirreno-Adriatico - Coppa Bernocchi - 1re et 2e étapes du Tour de Rhénanie-Palatinat - 2e des Trois Jours de La Panne - 2e du Tour de Rhénanie-Palatinat - 2e du Grand Prix Bruno Beghelli - 3e du Classic Haribo - 3e du Tour des Flandres - 3e de la Classique de Saint-Sébastien - 3e du Classement UCI - 4e de l'Amstel Gold Race - 5e de la Coupe du monde - 9e de Milan-San Remo - 10e de la HEW Cyclassics - 10e du Championnat de Zurich | - 2001 - 6e étape de Tirreno-Adriatico - 3e étape du Tour de Catalogne - Circuit Mandel-Lys-Escaut - 2e de la HEW Cyclassics - 3e de Milan-San Remo - 3e de Paris-Roubaix - 3e de Paris-Bruxelles - 3e de la Coupe du monde - 6e de Paris-Tours - 10e du Tour des Flandres - 2002 - 3e du championnat de Lettonie du contre-la-montre - 5e de Paris-Tours - 10e de la HEW Cyclassics - 2003 - 4e étape du Tour de la province de Lucques - 6e de Paris-Roubaix - 2004 - 3e du Trofeo Laigueglia - 7e de Milan-San Remo |  |

### Résultats sur les grands tours

#### Tour de France
3 participations
- 2000 : 82e
- 2001 : 132e
- 2003 : 116e

#### Tour d'Italie
1 participation
- 1999 : abandon (13e étape), vainqueur de la 6e étape